# Chiautla
Chiautla é um município do estado do México no México.